# Почтово-рекламная марка

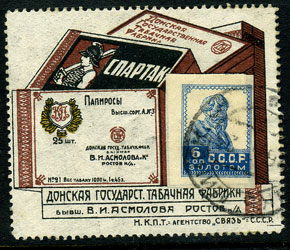
Почтово-рекламная марка СССР 1920-х годов с рекламой продукции Донской государственной табачной фабрики и наклеенной маркой «Золотого стандарта», 1923

Почто́во-рекла́мная ма́рка — тип почтовых марок, изготовленных, наряду с оплатой почтовых отправлений, для рекламных целей.

## Виды почтово-рекламных марок
- Обычные марки стандартных выпусков со специальными рекламными купонами. Маркой оплачивалось почтовое отправление, а на купоне размещался рекламный текст и рисунок. Такие марки эмитировались в Германии, Бельгии, Италии.

Обложка каталога почтово-рекламных марок-наклеек СССР (1997)

- Почтовые марки с рекламным текстом, отпечатанным на оборотной стороне марки.
- Обычные марки стандартных выпусков, наклеенные на этикетку с рекламой. Такие комбинированные почтово-рекламные марки эмитировались в СССР.

## Почтово-рекламные марки СССР
Почтово-рекламные марки в СССР выпускались рекламно-издательским коммерческим агентством «Связь» при Народном комиссариате почт и телеграфов в Москве, Ленинграде, Киеве, Харькове, Одессе, Ростове-на-Дону, Симферополе и Самаре в течение 1923—1926 годов и имели хождение до конца 1920-х годов. Рекламная этикетка печаталась отдельно от марки и гуммировалась с обратной стороны. Как правило, размер этикетки — 40 × 55 мм. На ней предусматривалось специальное место для наклеивания марки, печатался рекламный текст и рисунок. На полях часто приводились выходные данные (издатель, типография, тираж). Перфорация листов этикеток была линейной. Перечень почтовых отделений, где осуществлялась продажа таких марок, устанавливал заказчик рекламы.
Несмотря на довольно большие тиражи (в некоторых случаях — до 800 тысяч), таких марок сохранилось немного, ещё меньше — прошедших почту.
Всего вышло около 60 почтово-рекламных марок. Темы некоторых марок: «Вигоневый трест», «Всероссийский синдикат швейной промышленности», «Госсельсиндикат», «ГУМ», «Госторг РСФСР», «Кожсиндикат СССР», «Промбанк», «Совторгфлот», «Союзфлот», «Госпромцветмет», «Крымтабактрест».
В 1997 году был издан каталог комбинированных почтово-рекламных марок-наклеек СССР, составленный А. С. Мраморновым и В. А. Пантюхиным (см. изображение).

## Почтово-рекламные марки Российской Федерации
В 2001—2004 годах рекламные марки издавались агентством «Реклама-Связь». Всего было выпущено 282 вида подобных марок. Печатавшаяся отдельно рекламная этикетка имела зубцовку, на ней предусматривалось место для наклеивания почтовой марки. Сюжеты, в основном, связаны с Санкт-Петербургом.. В настоящее время выпуском марок занимается «Стандарт-Коллекция». Выпускается каталог.